# Résistance (composant)
Pour les articles homonymes, voir Résistance.
Cet article concerne la résistance en tant que composant. Pour le concept physique, voir Résistance (électricité).

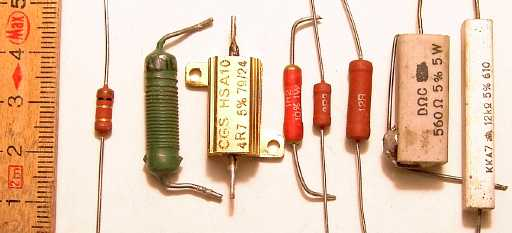
Différentes variétés de résistances.

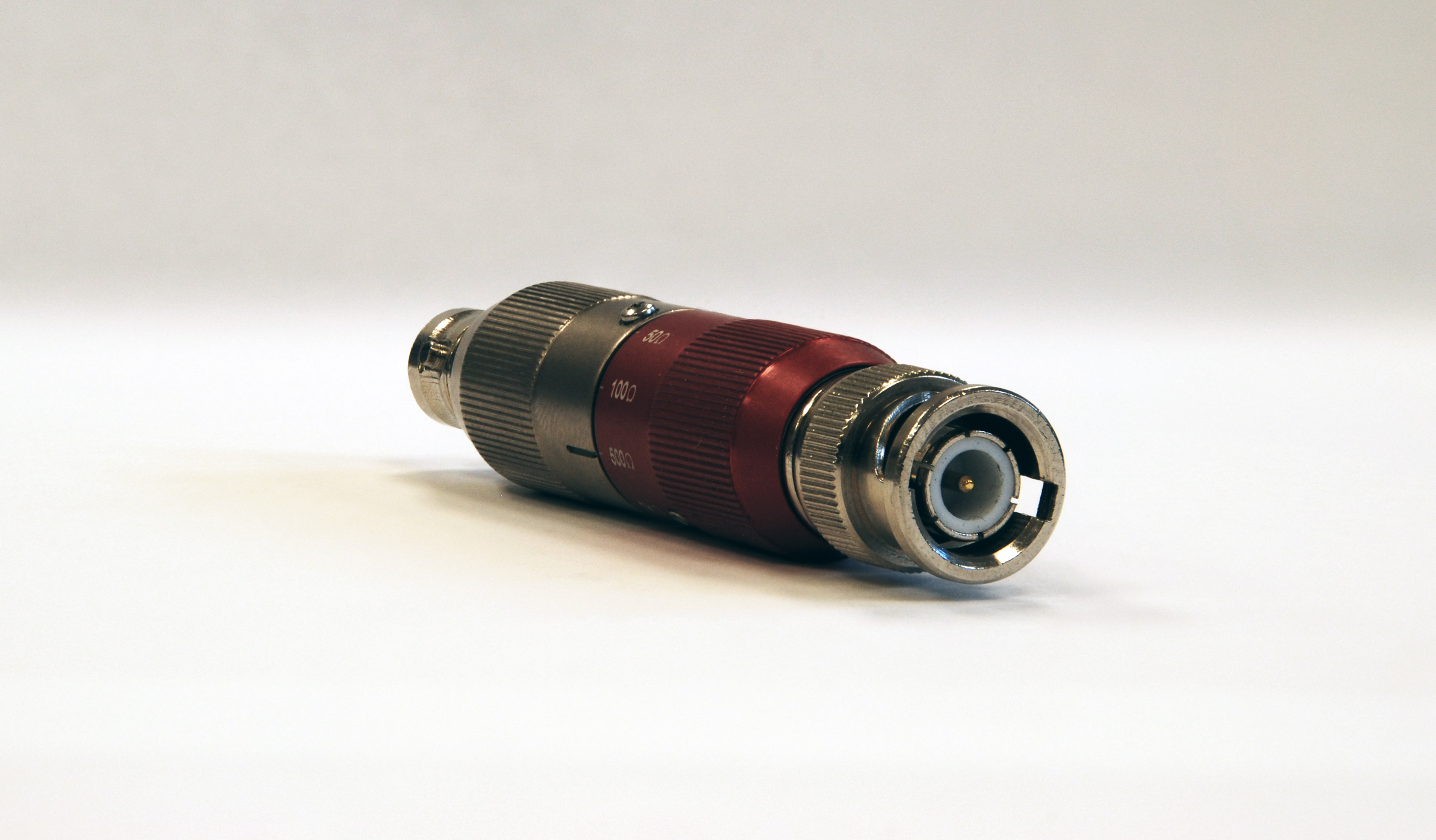
Une résistance variable.

Une résistance ou résistor est un composant électronique ou électrique dont la principale caractéristique est d'opposer une plus ou moins grande résistance (mesurée en ohms) à la circulation du courant électrique.
C'est par métonymie que le mot « résistance », qui désigne avant tout une propriété physique, en est venu à désigner aussi un type de composant que certains préfèrent appeler un « dipôle résistant ». On utilise également, pour l'enseignement de la physique, le terme « résisteur » ou l'anglicisme « résistor » (du mot resistor qui, en anglais, désigne ce type de composant), ou encore l'expression « conducteur ohmique », de façon à éviter d'utiliser le même terme pour l'objet et sa caractéristique.

## Symbole et notation
Une résistance est généralement représentée par le symbole suivant :

Symbole de la résistance (norme IEC).
On peut également parfois trouver ce symbole (norme ANSI).

On utilise parfois les lettres R, K et M dans la notation des valeurs des résistances, placées à la place de la décimale selon la norme BS-1852 (en) :
R = ohms ; K = kiloohms ; M = mégaohm.
Ainsi, par exemple : 100R = 100 ohm ; 2K2 = 2,2 kiloohm ; 1M2 = 1,2 mégaohm.

## Technologies

Résistance à couche de carbone vue en coupe.

Les résistances sont réalisées de manière à approcher de façon très satisfaisante la loi d'Ohm dans une large plage d'utilisation. Néanmoins, les contraintes techniques font qu'elles peuvent présenter une inductance ou une capacité non désirée. Aussi, leur résistance peut varier en fonction de paramètres tels que la température, le temps, etc..
- Les résistances de faible puissance de l'ordre du watt sont généralement des résistances à couche de carbone sur un support de céramique. Toutefois, d'autres technologies sont utilisées : les résistances à couche ou oxyde métallique. Elles possèdent différentes propriétés : exactitude, stabilité, inductance ou capacité, bruit thermique[1]…
- Pour les puissances supérieures, la technique du fil résistant enroulé sur un corps en céramique est souvent utilisée. C'est en général un alliage  chrome-nickel-fer qui est utilisé.
- Pour les très fortes puissances, on peut utiliser une technologie dite des « résistances liquides » consistant à faire passer le courant à travers une solution aqueuse contenant des ions cuivre.

### Anciennes résistances agglomérées
Ces résistances étaient constituées d'un bâtonnet de carbone aggloméré. Un fil de connexion est enroulé à chaque extrémité. Leur valeur est donnée par un code de couleurs qui se lit dans l'ordre : corps, extrémité, point. Le point est le multiplicateur. Leur tolérance est généralement de 20 % ou de 10 % si l'autre extrémité est argentée. La puissance que peuvent dissiper ces résistances dépend de leur taille. Par exemple, une résistance quart de watt a un diamètre de 5 mm et une longueur de 18 mm.
Ce type de résistance a été développé dès le début de la radio et abandonné dans les années 1950. Seul leur code de couleurs a été conservé sous la forme d'anneaux.

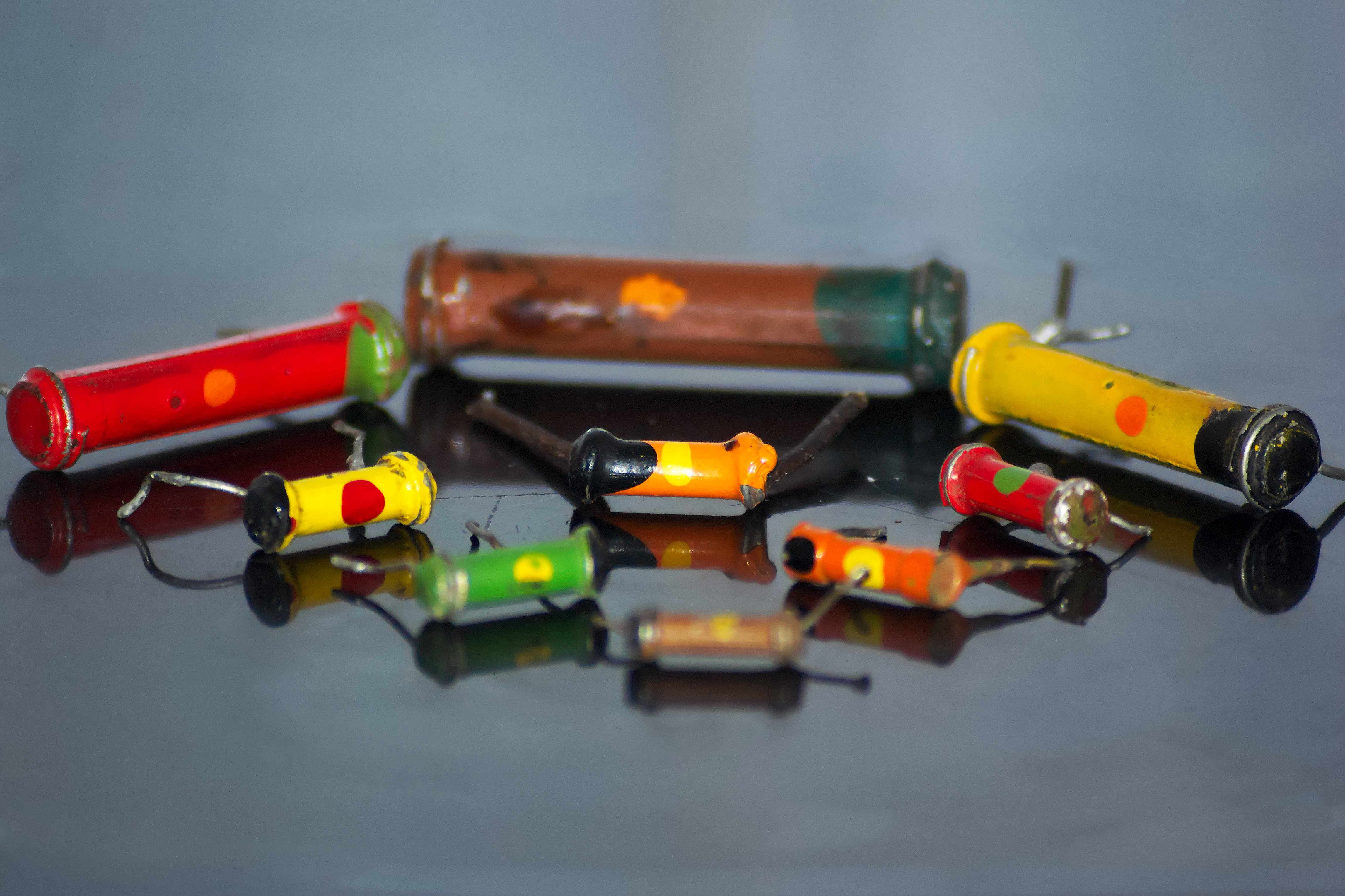
Résistances anciennes (vers 1950) : même code de couleurs en lisant du plus grand au plus petit : corps, bout, point.

### Résistances à couche de carbone

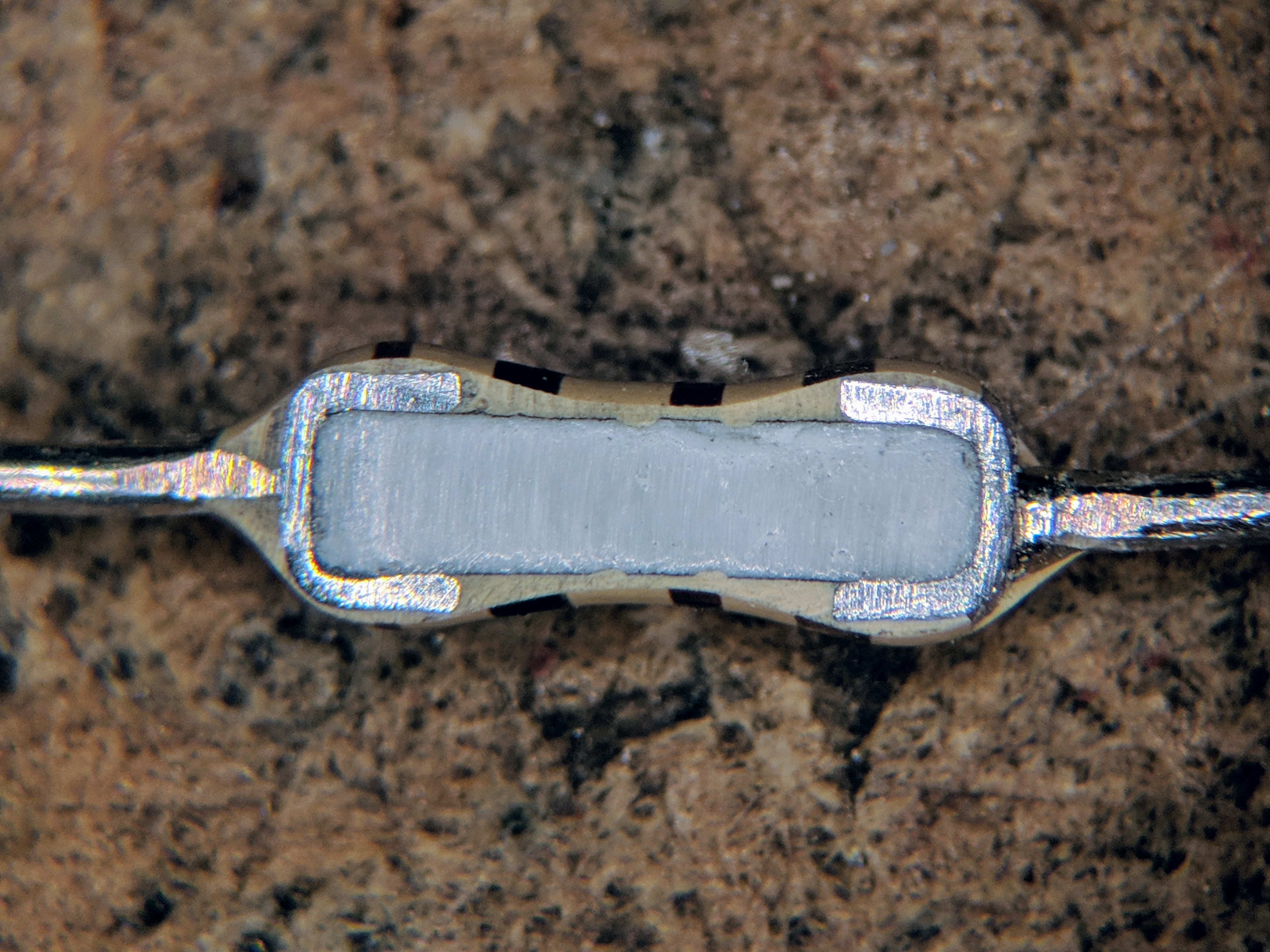
Vue en coupe longitudinale d'une résistance à couche de carbone de 0,25 W et 5 %.

Elles sont très largement utilisées du fait de leur faible coût, mais sont généralement d'une exactitude limitée comparativement aux technologies métalliques. Elles se composent d'un substrat isolant recouvert d'une couche de carbone découpée en hélice afin d'en réduire la conductivité électrique. Le tout est enrobé d'un isolant fréquemment de couleur beige/orange. La plage de puissance d'une résistance à trou traversant se situe entre 0,125 et 5 watts. Les valeurs de résistances couvertes vont de l'ordre de 1 ohm jusqu'à 10 mégohm, pour une tolérance de 10 à 5 %.

### Résistance à film métallique
Elles sont souvent fabriquées à la manière des résistances à couche de carbone, mais le carbone est remplacé par un conducteur métallique. Cela se traduit par une meilleure stabilité en température entre 50 et 100 ppm/K, des tolérances plus serrés entre 2 et 0,5 %. La linéarité et la stabilité de ces résistances sont appréciées lorsque la valeur de la résistance est critique. Elles possèdent souvent un corps bleu ou gris mais cela n'est ni systématique ni normalisé.

## Limites d'utilisation
Les valeurs électriques maximales supportées par une résistance sont généralement définies par la valeur maximale de la puissance qu'elle est capable de dissiper en régime permanent.
On peut les calculer au moyen des relations suivantes :
{\displaystyle U={\sqrt {P\times R}}}
{\displaystyle I={\sqrt {\frac {P}{R}}}}
avec :
R, la valeur de la résistance, exprimée en ohms ;
P, la puissance maximale que peut dissiper la résistance, en watts ;
U, la tension ou différence de potentiel aux bornes de la résistance, en volts ;
I, l'intensité du courant traversant la résistance exprimée, en ampères.

## Bruit thermique
Le bruit thermique, généré par le passage d'un courant dans la résistance, est également nommé bruit de résistance, bruit Johnson ou bruit de Johnson-Nyquist. Il est le bruit produit par l'agitation thermique des électrons dans une résistance électrique en équilibre thermique. Le bruit thermique est un bruit blanc dont la densité spectrale de puissance dépend uniquement de la valeur de la résistance. Le bruit thermique peut être modélisé par une source de tension en série avec la résistance qui produit le bruit. Il dépend de la technologie employée pour fabriquer la résistance (carbone, céramique, couche métallique).

## Repérage et valeurs normalisées
La valeur des résistances à couche standard est habituellement indiquée sur le composant sous forme d'anneaux de couleurs. Le code en est défini par la norme CEI 60757. Afin de standardiser les valeurs possibles des résistances, il existe des séries de valeurs normales pour résistances. Ces valeurs normalisées sont définies par la norme CEI 60063.
|         |          | 1er anneau gauche | 2e anneau gauche | 3e anneau gauche* | Dernier anneau gauche | Anneau droite | Anneau suppl. | Abrév. |
| ------- | -------- | ----------------- | ---------------- | ----------------- | --------------------- | ------------- | ------------- | ------ |
| Couleur | Couleur  | 1er chiffre       | 2e chiffre       | 3e chiffre        | Multiplicateur        | Tolérance     | Coeff. temp.  | Alpha. |
|         | noir     | 0                 | 0                | 0                 | 100=1                 | ± 20 %        | 200 ppm       | BK     |
|         | marron   | 1                 | 1                | 1                 | 101                   | ± 1 %         | 100 ppm       | BN     |
|         | rouge    | 2                 | 2                | 2                 | 102                   | ± 2 %         | 50 ppm        | RD     |
|         | orange   | 3                 | 3                | 3                 | 103                   |               | 15 ppm        | OG     |
|         | jaune    | 4                 | 4                | 4                 | 104                   |               | 25 ppm        | YE     |
|         | vert     | 5                 | 5                | 5                 | 105                   | ± 0,5 %       |               | GN     |
|         | bleu     | 6                 | 6                | 6                 | 106                   | ± 0,25 %      | 10 ppm        | BU     |
|         | violet   | 7                 | 7                | 7                 | 107                   | ± 0,10 %      | 5 ppm         | VT     |
|         | gris     | 8                 | 8                | 8                 | 108                   | ± 0,05 %      |               | GY     |
|         | blanc    | 9                 | 9                | 9                 | 109                   |               |               | WH     |
|         | or       |                   |                  |                   | 0,1                   | ± 5 %         |               | GD     |
|         | argent   |                   |                  |                   | 0,01                  | ± 10 %        |               | SR     |
|         | (absent) |                   |                  |                   |                       | ± 20 %        |               |        |

* Le troisième anneau n'est utilisé que lorsque la tolérance de la résistance est inférieure ou égale à 2 %.
Plusieurs phrases peuvent servir de moyen mnémotechnique pour retenir l'ordre du code des couleurs de la norme CEI 60757, comme « Ne Manger Rien Ou Jeûner Voilà Bien Votre Grande Bêtise ».
Les valeurs normalisées en série E12 (12 valeurs possibles par décade) sont les suivantes : 1,0 ; 1,2 ; 1,5 ; 1,8 ; 2,2 ; 2,7 ; 3,3 ; 3,9 ; 4,7 ; 5,6 ; 6,8 ; et 8,2.

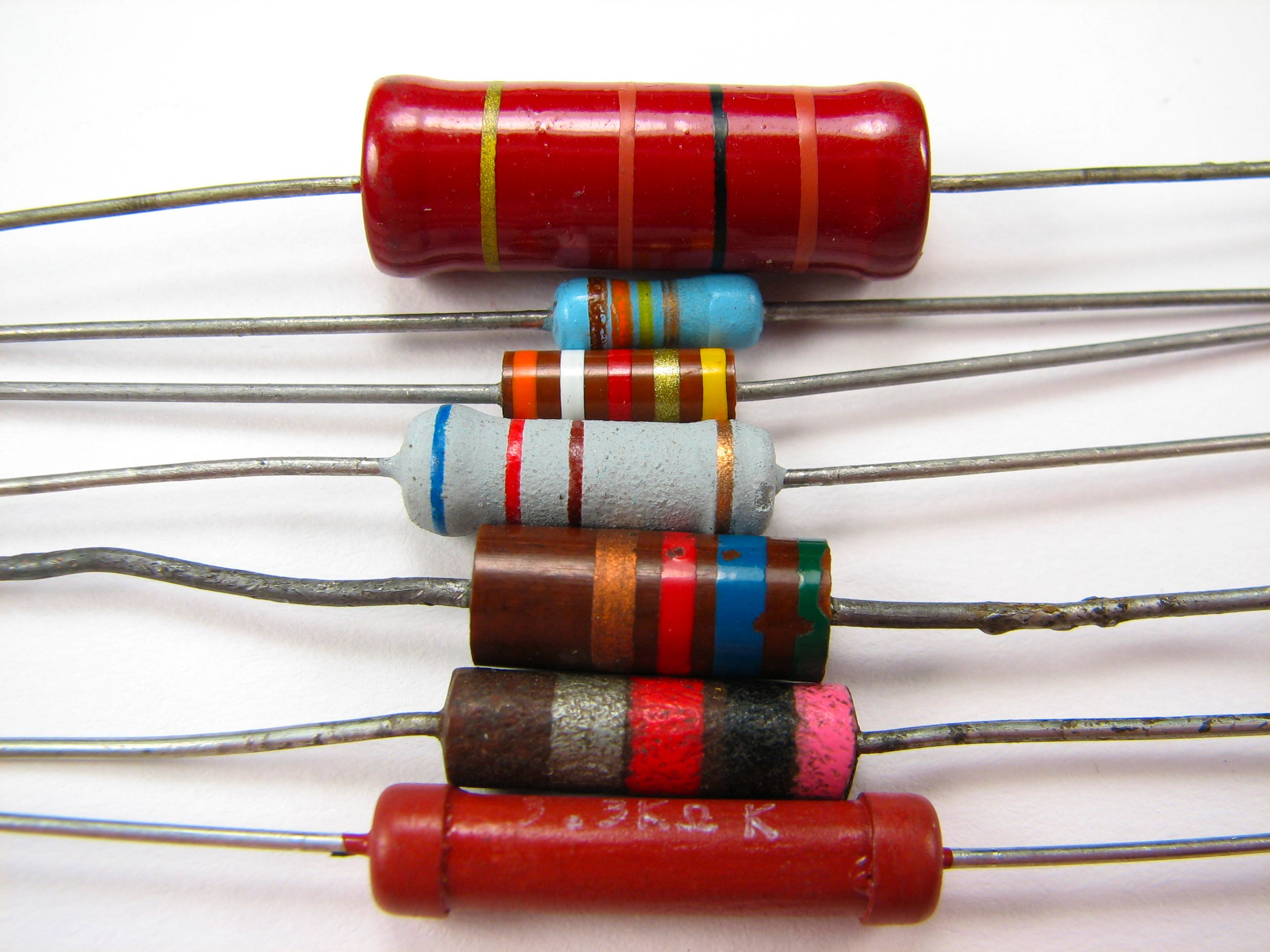
Notations de couleur sur différents types de résistances.
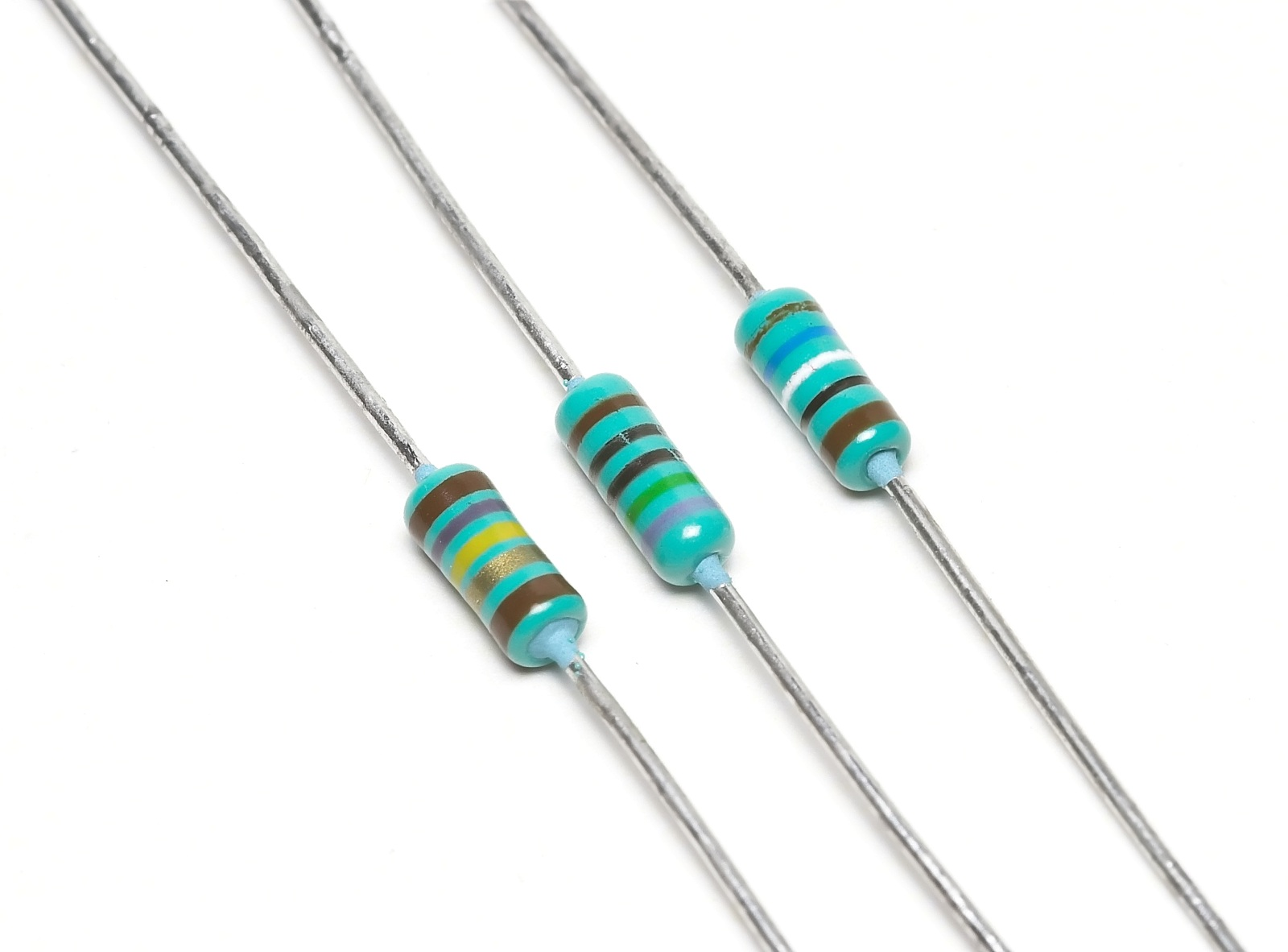
Résistances marquées selon la norme CEI 60757.
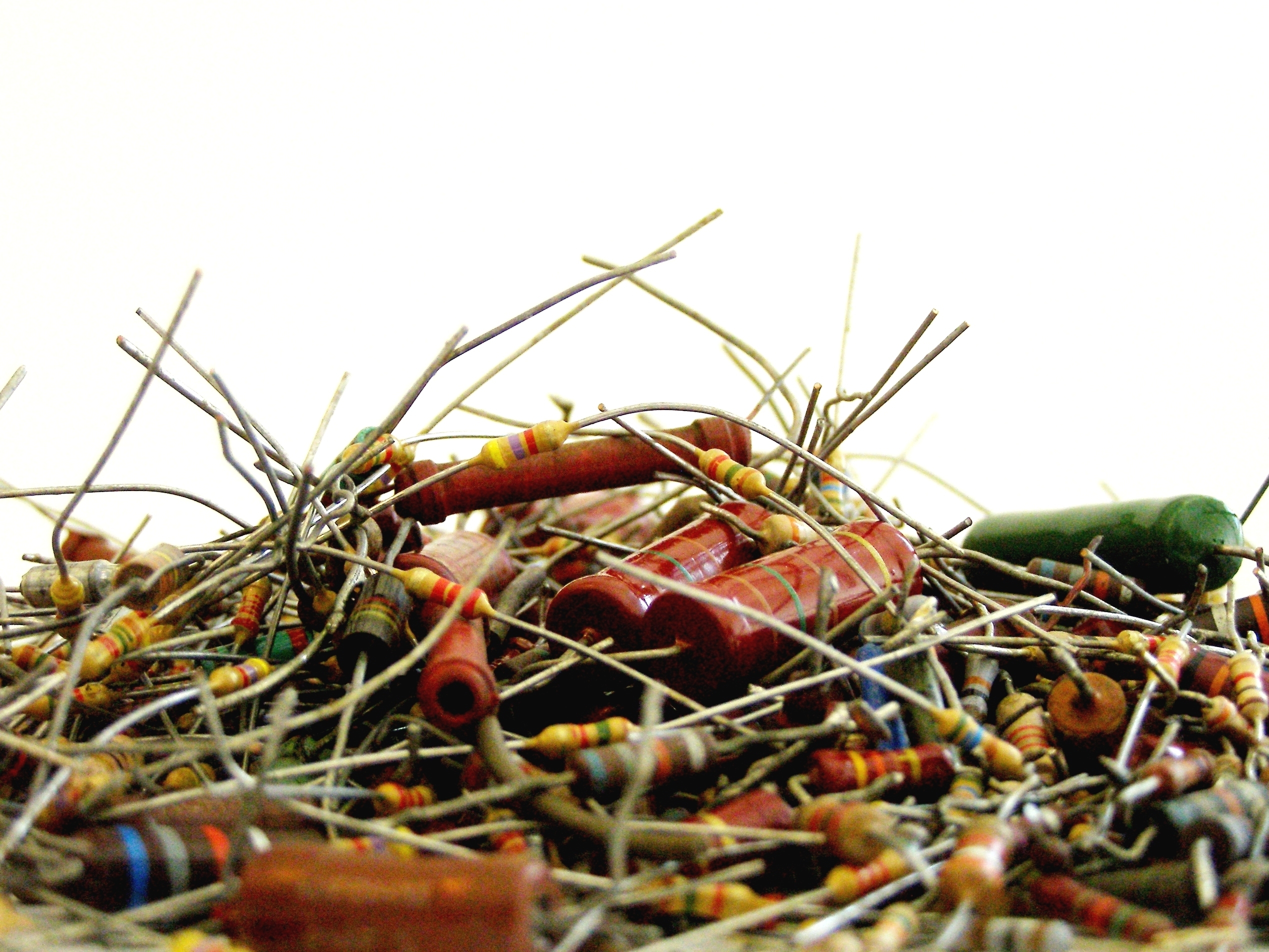
Les nombreuses formes et couleurs des résistances.
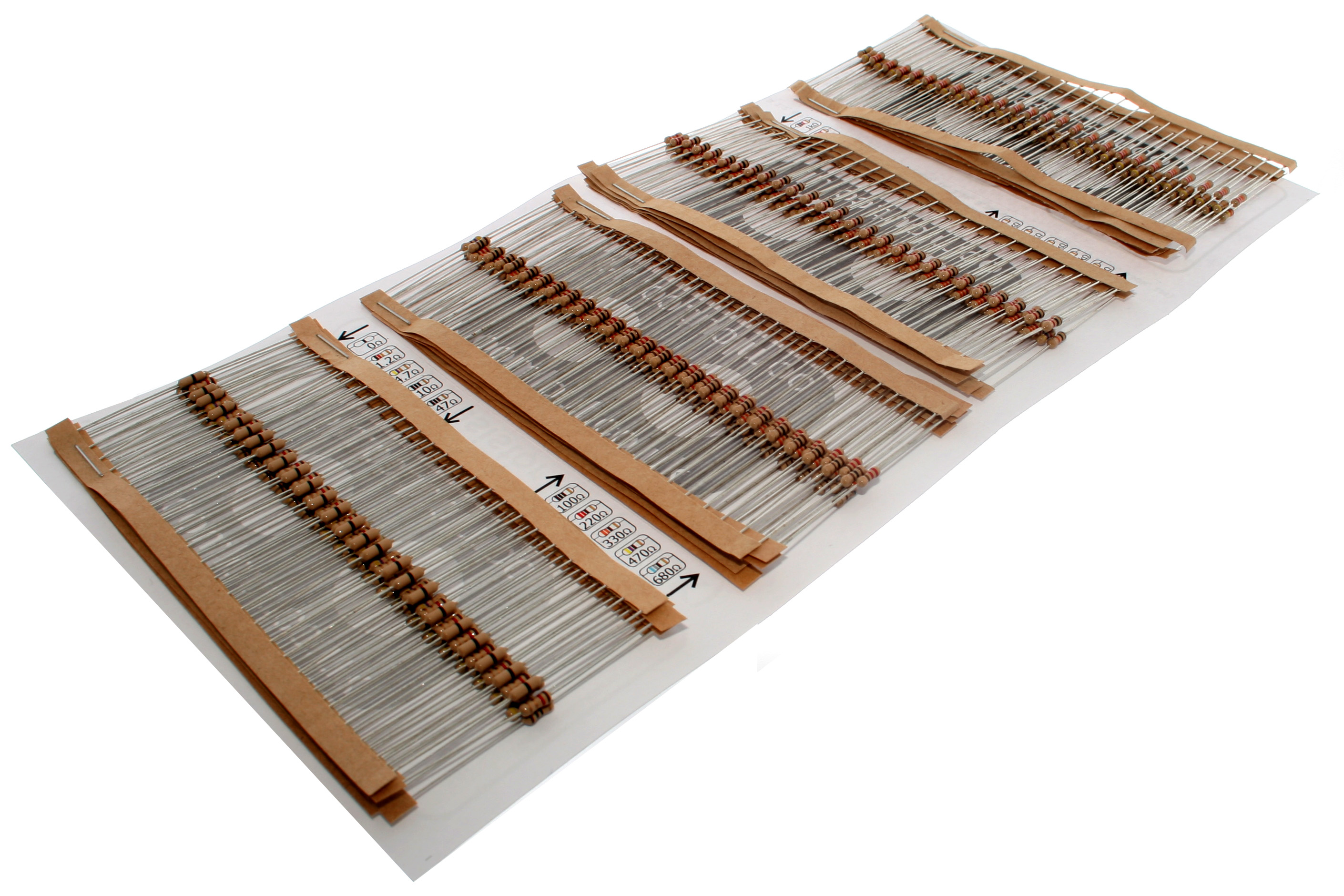
Les résistances sont généralement proposées en bandes dans les kits.

## Marquage des résistances CMS

### Jusqu'à la taille0603
Les résistances CMS sont marquées d'un code numérique de trois ou quatre caractères.
- Avec le marquage à trois caractères, les deux premiers sont les chiffres de la valeur, le troisième est le chiffre du multiplicateur en puissance de dix ; pour les valeurs inférieures à 10, la position du séparateur décimal est représentée par la lettre R.
- Avec le marquage à quatre caractères, les trois premiers sont les chiffres de la valeur, le quatrième est le chiffre du multiplicateur en puissance de dix ; pour les valeurs inférieures à 100, la position du séparateur décimal est représentée par la lettre R.

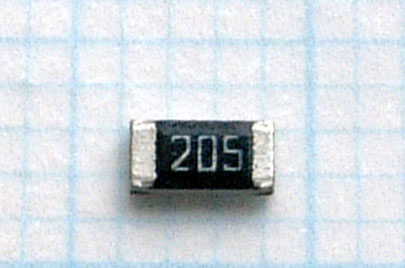
Résistance pour montage en surface disposée sur du papier millimétré ; chaque carré mesure 1 mm. La valeur 205 correspond à 2 mégohms (20 × 105 ohms).

| Valeur       | 3 caractères | 4 caractères |
| ------------ | ------------ | ------------ |
| 0,01 ohm     | R01          | 0R01         |
| 0,22 ohm     | R22          | 0R22         |
| 1,5 ohm      | 1R5          | 1R50         |
| 15 ohms      | 150          | 15R0         |
| 100 ohms     | 101          | 100R         |
| 4,7 kiloohms | 472          | 4701         |
| 12 mégaohms  | 126          | 1205         |

### Taille (0603)
Il existe un autre type de marquage, appelé « EIA-96 ». Il utilise deux chiffres pour la valeur et une lettre pour le multiplicateur, selon les correspondances ci-dessous.
Valeur :
```
 01 = 100    13 = 133    25 = 178    37 = 237    49 = 316    61 = 422    73 = 562    85 = 750 
 02 = 102    14 = 137    26 = 182    38 = 243    50 = 324    62 = 432    74 = 576    86 = 768 
 03 = 105    15 = 140    27 = 187    39 = 249    51 = 332    63 = 442    75 = 590    87 = 787 
 04 = 107    16 = 143    28 = 191    40 = 255    52 = 340    64 = 453    76 = 604    88 = 806 
 05 = 110    17 = 147    29 = 196    41 = 261    53 = 348    65 = 464    77 = 619    89 = 825 
 06 = 113    18 = 150    30 = 200    42 = 267    54 = 357    66 = 475    78 = 634    90 = 845 
 07 = 115    19 = 154    31 = 205    43 = 274    55 = 365    67 = 487    79 = 649    91 = 866 
 08 = 118    20 = 158    32 = 210    44 = 280    56 = 374    68 = 499    80 = 665    92 = 887 
 09 = 121    21 = 162    33 = 215    45 = 287    57 = 383    69 = 511    81 = 681    93 = 909 
 10 = 124    22 = 165    34 = 221    46 = 294    58 = 392    70 = 523    82 = 698    94 = 931 
 11 = 127    23 = 169    35 = 226    47 = 301    59 = 402    71 = 536    83 = 715    95 = 953 
 12 = 130    24 = 174    36 = 232    48 = 309    60 = 412    72 = 549    84 = 732    96 = 976
```

| Lettre | Multiplicateur |
| ------ | -------------- |
| Z      | 0,001          |
| R ou Y | 0,01           |
| S ou X | 0,1            |
| A      | 1              |
| B ou H | 10             |
| C      | 100            |
| D      | 1000           |
| E      | 10 000         |
| F      | 100 000        |

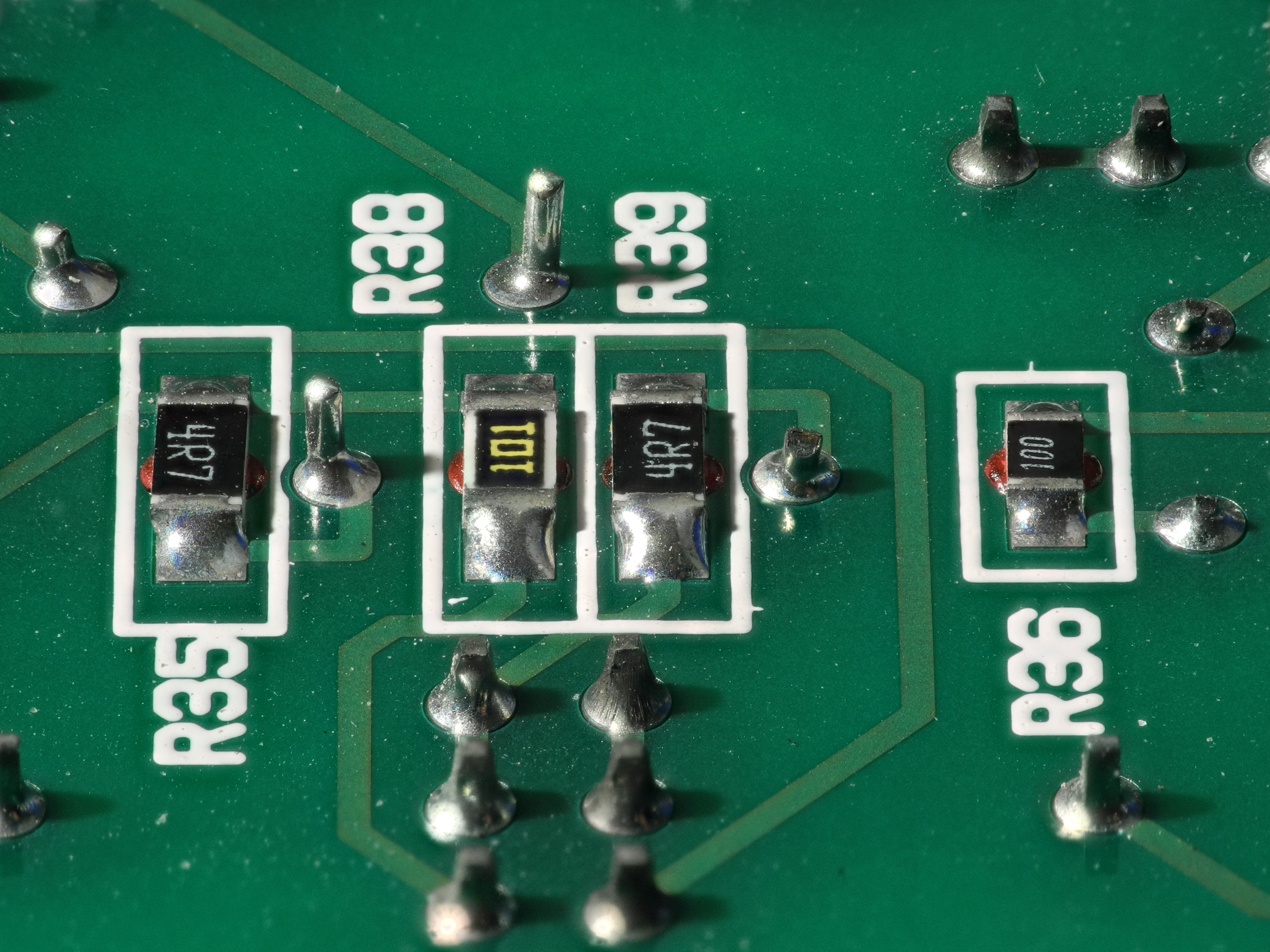
Résistances CMS soudées, le numéro qui suit le « R » est lié au schéma fonctionnel du circuit.
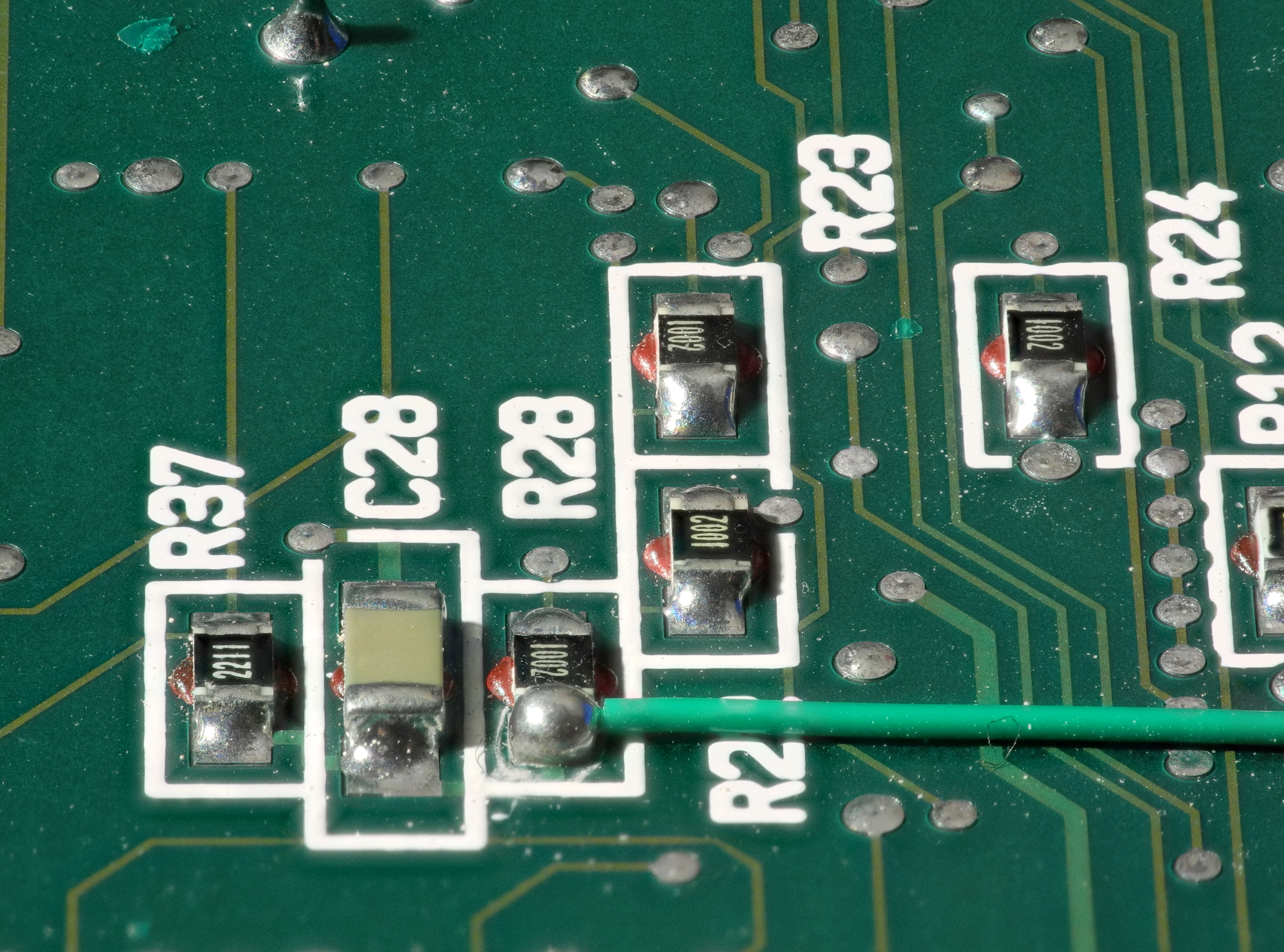
C28 est un condensateur.
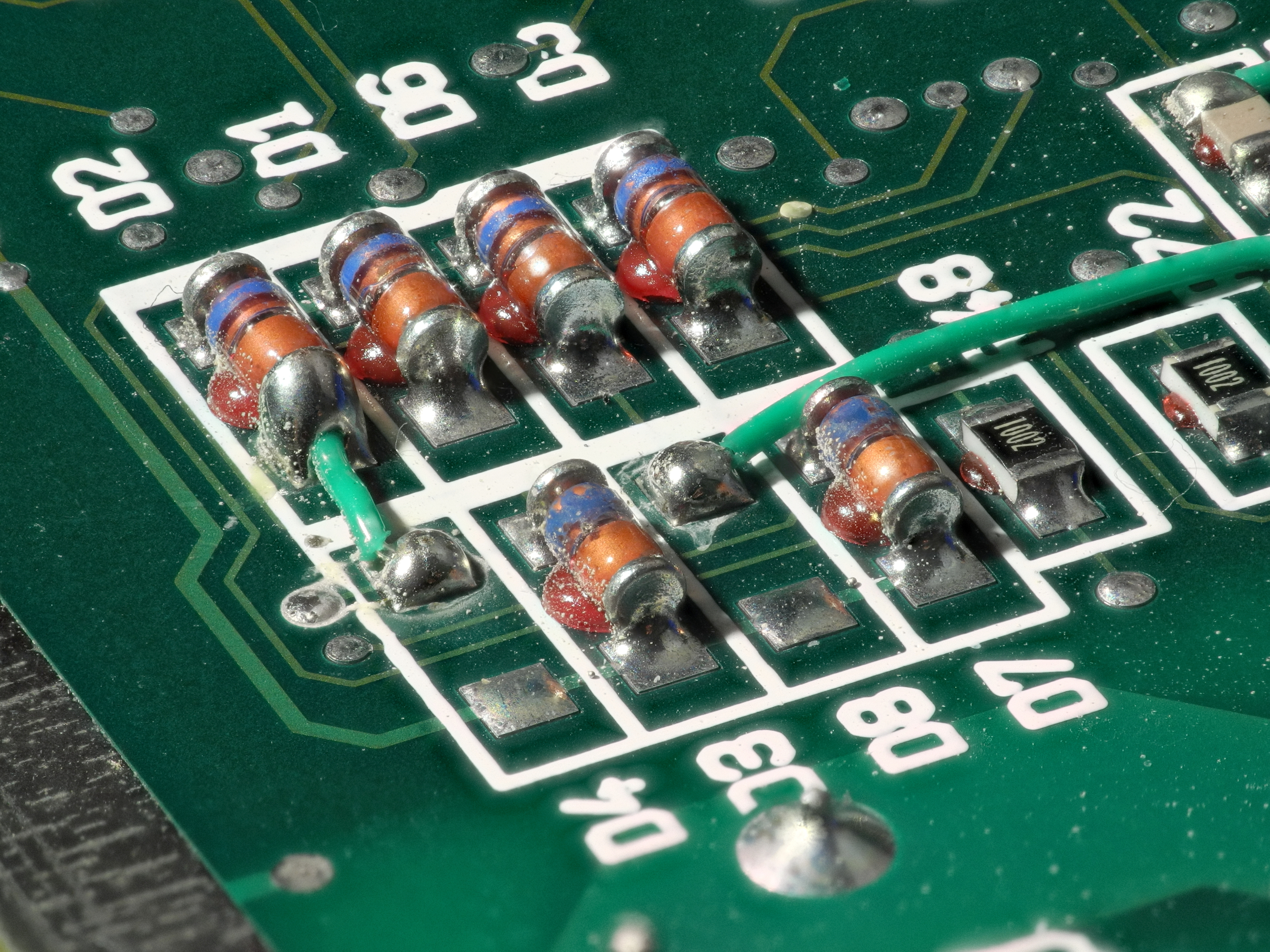
Diodes et résistances.
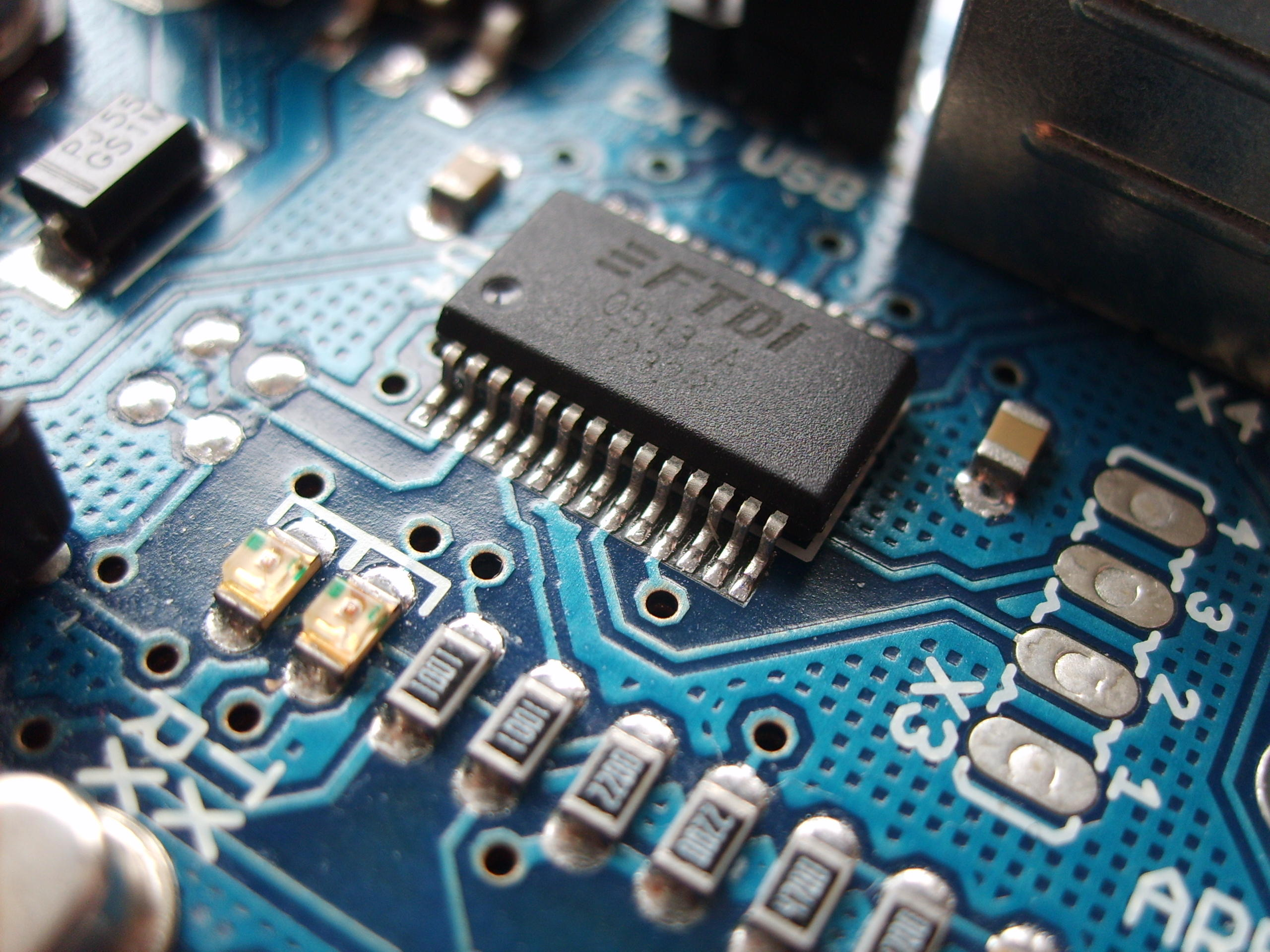
Résistances aux côtés d'un circuit intégré.

## Résistances en réseaux
Les réseaux de résistances permettent d'intégrer en un seul boitier plusieurs résistances afin de répondre à des besoins spécifiques. Les boitiers sont souvent du type SIL mais peuvent aussi être du type DIL. Les résistances peuvent être toutes reliées à un point commun, souvent pour les résistances de rappel ou pour les résistances de limitation de courant des afficheurs 7 segments. Il existe aussi des réseaux dans lesquels les terminaisons sont reliées à des diviseurs de tension.
Les échelles de résistances (aussi nommées parfois « réseau de résistances »), dont notamment les réseaux R – 2R, constituent un moyen simple et peu coûteux d'effectuer une conversion numérique-analogique.

## Principales applications
- Réglage ou limitation d'un courant électrique avec une tension électrique donnée (résistance de protection)
- Partage d'une tension électrique dans un certain rapport (diviseur de tension). À cet effet, au moins deux résistances ou plus sont reliées en série (montage en série).
- Création d’un niveau de tension ajustable. C’est le même principe que précédemment mais la résistance fixe est associée en série avec une résistance variable ajustable.
- Création d'un niveau défini de tension dans le cas où une connexion est mise en œuvre mécaniquement par un interrupteur ou électroniquement par un circuit intégré.
- Création d'un niveau défini de tension pour la fixation d’un point de travail pour des composants actifs comme des transistors ou des amplificateurs opérationnels (montage comparateur, par exemple).
- Partage d'un courant électrique dans un certain rapport (diviseur de courant). À cet effet, au moins deux résistances ou plus sont connectées en parallèle (montage en parallèle).
- Produire une certaine tension électrique lorsque le composant est traversé courant électrique donné (conversion courant-tension, résistance de mesure, shunt).
- Transformation de l'énergie électrique en énergie thermique (résistance chauffante).
- Réglage d’une durée à l’aide du temps de décharge d’un circuit RC.
- Décharger un condensateur lorsque le dispositif n'est plus sous tension (Résistance de saignée).

Remarque : on peut lire dans beaucoup de cours d’électricité élémentaires que le rôle principal d’une résistance est de limiter l’intensité du courant électrique (résistance de protection ou montage rhéostatique). Depuis l’apparition des alimentations variables en tension, le rôle de résistance de protection ou d’ajustement du courant est très minoritaire, particulièrement dans les circuits électroniques. En effet la limitation du courant par une résistance s’accompagne de pertes par effet joule aussi il est souvent plus économique de limiter la tension par des dispositifs électroniques appropriés.